# سلحفاة كيب كارو
سلحفاة كيب كارو هي نوع من السلاحف البرية شديدة الصغر، ينتمي إلى جنس سلاحف الكيب. هذه السلحفاة متوطنة في الأراضي الصخرية بمنطقة كارو في جمهورية جنوب أفريقيا (لا تعيش في أي مكانٍ آخر بالعالم). يبلغ طول سلحفاة كيب كارو بالمتوسّط نحو 10 سنتيمترات، ممَّا يجعلها صغيرة جداً نسبة إلى السلاحف الأخرى. وهي مثل قريبتها سلحفاة الكيب ذات المنقار لا تمتلك سوى أربع مخالب في كلٍّ من أقدامها الأمامية. يتراوح لون أصدافها من الزيتوني إلى الأحمر، وتكون مفلطحة بعض الشيء. لم تتلقَّى هذه السلاحف سوى القليل من البحث والدراسة حتى الآن، ولا زالت المعلومات المعروفة عنها شحيحة.